# Marie Schininà
Marie Schininà (Raguse, 10 avril 1844 - Raguse, 11 juin 1910) est une religieuse italienne fondatrice des sœurs du Sacré Cœur de Raguse et reconnue bienheureuse par l'Église catholique.

## Biographie
Descendante d'une ancienne famille de la noblesse sicilienne ; elle reçoit un enseignement de qualité de Don Vincent Di Stefano, son précepteur, elle apprend aussi la danse et surtout la musique pour laquelle elle a une prédilection particulière, au point qu'en 1860, à l'âge de 16 ans, elle devient animatrice de formation musicale de Raguse et à l'occasion des festivités de l'unification de l'Italie, elle a le privilège de diriger la fanfare pendant le concert sur la place adjacente à la cathédrale. Comme les jeunes filles de sa condition, sa journée est marquée de pratiques religieuses, de visites, et d'œuvres féminines ; elle aime aussi le luxe comme les habits raffinés, mais plusieurs personnes dont l'archevêque de Syracuse lui disent que son attachement pour la mode ne convient pas à une vie de piété. C'est lors d'une retraite spirituelle prêchée par les jésuites en 1865 qu'elle renonce aux riches habits et s'habille comme les roturiers, se rendant dans les quartiers les plus pauvres pour aider les malades. Mis à part sa mère qui la soutient et l'approuve, sa famille et ses amis la considère comme folle et la qualifie de "honte de la famille".
Elle est nommée première directrice de la nouvelle association des filles de Marie née en 1877 à Raguse, réunissant de nombreux jeunes qui anime l'église de Raguse par de nouvelles formes d'apostolat comme l'enseignement du catéchisme aux enfants, la préparation de la première communion, la propagation de la dévotion au Sacré-Cœur et l'aide des pauvres à domicile. Lorsque sa mère meurt en 1884, elle désire devenir religieuse cloîtrée mais l'archevêque de Syracuse lui conseille de rester en ville pour continuer ses œuvres de charité.
Le 9 mai 1889, elle fonde avec cinq premières jeunes filles l'institut du Sacré-Cœur dans le but d'offrir un abri aux orphelins abandonnés ou pauvres et de propager le catéchisme à Raguse et dans les villes voisines, pour abriter des personnes âgées handicapées, assister les prisonniers et les ouvriers qui travaillent dans les mines de pierre des environs de Raguse. Elle organise une association de dames de la charité, et de 1908 à 1909, elle donne asile aux sinistrés du tremblement de terre qui détruit Messine. Après avoir consolidé sa congrégation, elle meurt le 11 juin 1910 à Raguse à l'âge de 66 ans. Elle est déclarée vénérable le 13 mai 1989 et béatifiée par le pape Jean-Paul II le 4 novembre 1990.